# Petazyna
Petazyna – organiczny związek chemiczny z grupy estrów seskwiterpenowych. Jej obecność stwierdzono w kłączach i liściach kilku lepiężników: Petasites hybridus, P. formosanus i P. japonicus.

## Działanie i zastosowanie
Petazyna jest stosowana w chorobach układu oddechowego, przewodu pokarmowego i układu moczowo-płciowego, a także w leczeniu kataru siennego i migreny. Ma działanie przeciwzapalne, przeciwnadciśnieniowe, przeciwbólowe, jak też spazmolityczne. Jej działanie wynika z hamowania syntezy leukotrienów.